# Helmut Kickton
Helmut Kickton (* 28 de junho 1956 in Köln, Alemanha ) é um organista, maestro e multi-instrumentista alemão.
Estudou com Hans-Dieter Möller e Hartmut Schmidt na Robert Schumann Hochschule em Düsseldorf. 
Em 2002 fundou Kantoreiarchiv (biblioteca virtual de partituras musicais de domínio público). 
É um multi-instrumentista (órgão, flauta doce, violino, violoncelo, contrabaixo, viola, trombone, guitarra). Vive em Bad Kreuznach.

## Composições
- Fuge über zwei Kyriethemen für Sequenzer
- Diptychon über „Ave maris stella“ und „Erhalt uns Herr bei deinem Wort“
- Postludium
- Intrade für 6 Blechbläser über „Veni Creator Spiritus“

## Galeria

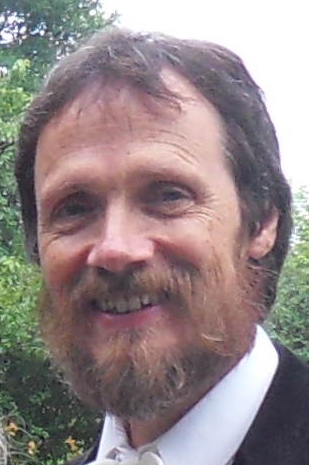
Helmut Kickton
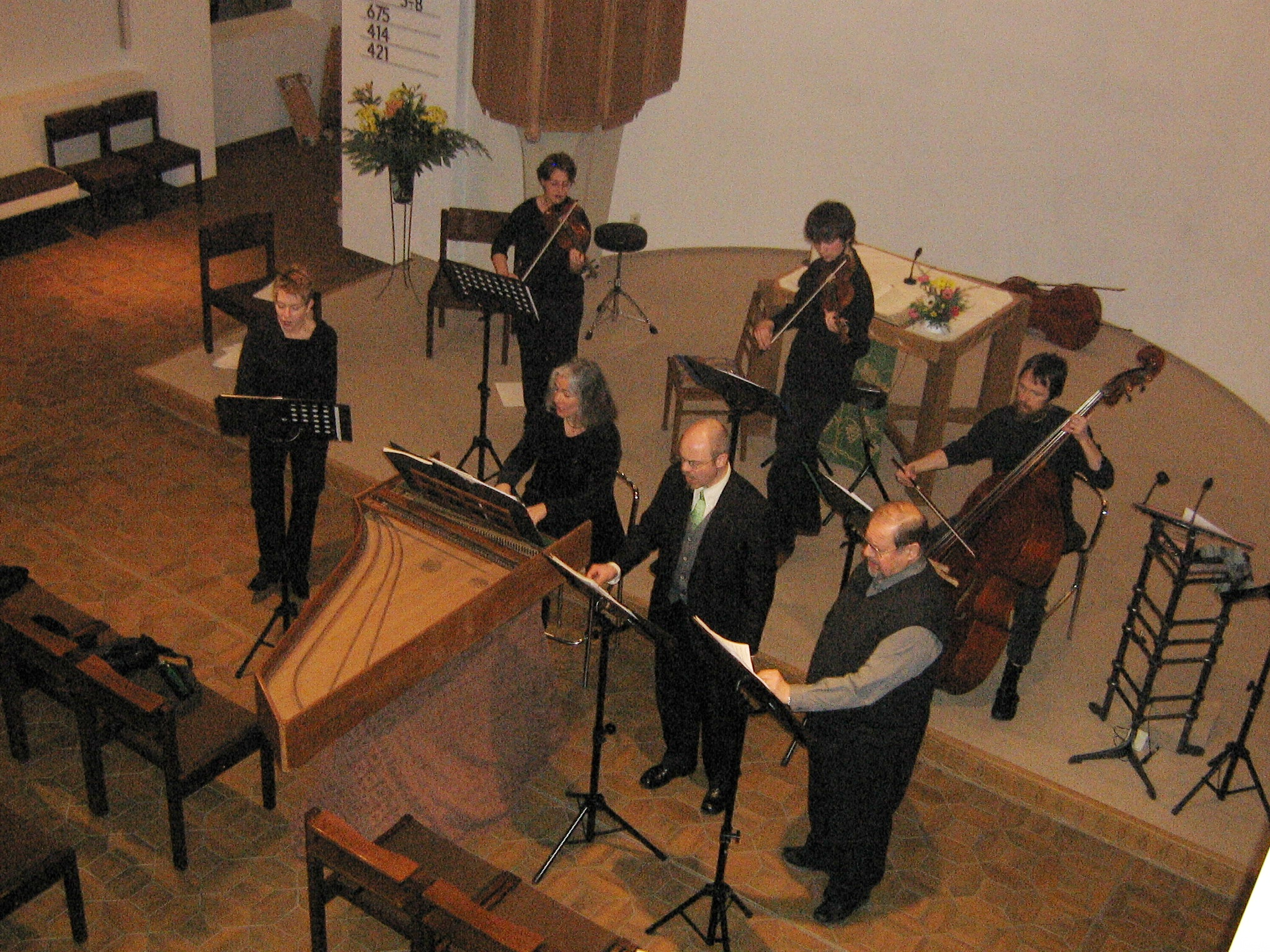
kreuznacher-diakonie-kantorei (Helmut Kickton contrabaixo)
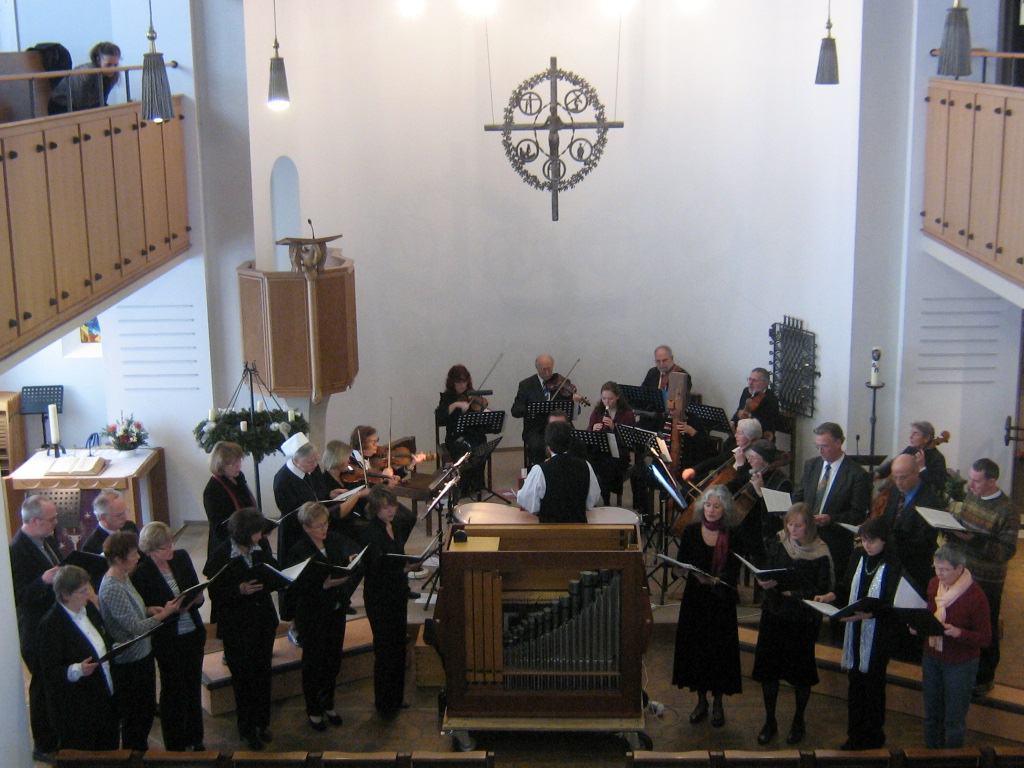
kreuznacher-diakonie-kantorei
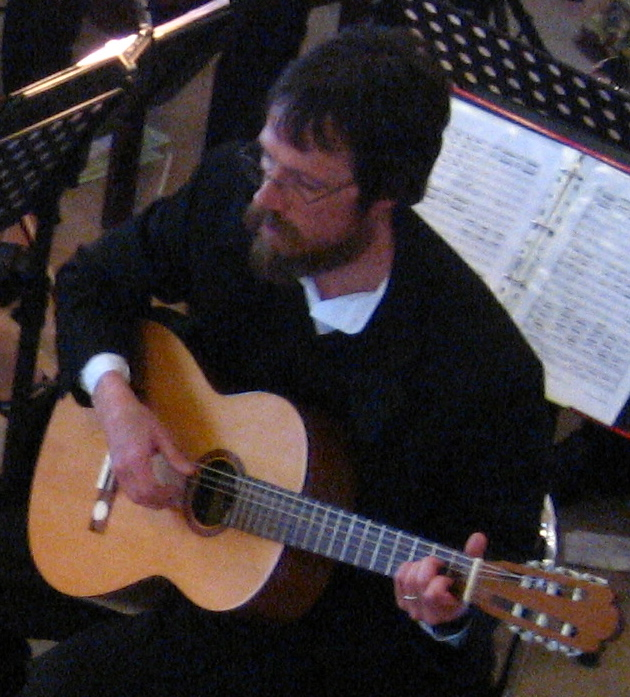
Basso continuo (guitarra)

## Referência
1. ↑  Music Publishers' International Ismn Directory K. G. Saur Verlag GmbH & Company 2003 ISBN 3-598-22260-2
2. ↑  Noten im Internet, neue musikzeitung 2002/11

## Links
- www.kantoreiarchiv.de
- www.kantoreiarchiv.de (Mirror website)